# Shirland
Shirland är en ort i Storbritannien.   Den ligger i grevskapet Derbyshire och riksdelen England, i den södra delen av landet, 200 km norr om huvudstaden London. Shirland ligger 136 meter över havet och antalet invånare är 3 447.
Terrängen runt Shirland är platt åt sydost, men åt nordväst är den kuperad. Runt Shirland är det tätbefolkat, med 511 invånare per kvadratkilometer. Närmaste större samhälle är Chesterfield, 14,3 km norr om Shirland. Omgivningarna runt Shirland är en mosaik av jordbruksmark och naturlig växtlighet.